# Karl Nordström
Karl Fredrik Nordström, född 11 juli 1855 på Hoga, Stenkyrka socken, Tjörn, död 16 augusti 1923, var en svensk målare känd för sitt landskapsmåleri och skildringar av fiskarfamiljer i Bohuslän. Han var ordförande för Konstnärsförbundet 1896–1920 och tillhörde på 1890-talet den så kallade Varbergsskolan.

## Biografi
Karl Nordström växte upp på Tjörn och kom som 20-åring till Stockholm för att studera vid Konstakademien där han bland annat handleddes av Edvard Perséus. Åren 1880–1882 bedrev han egna studier på olika orter i Frankrike, där han studerade impressionisternas måleri och återvände därefter till Sverige 1884–1886. 
År 1886 gifte han sig med konstnären Tekla Lindeström (1856–1937). Paret verkade med bland andra Carl Larsson i den svenska konstnärskolonin i Grez-sur-Loing. Parets dotter Elsa blev sedermera även hon konstnär, flyttade till Frankrike och gifte sig där. Åren 1886–1888 var paret bosatt på Tjörn och 1888–1892 mestadels på Skansen på Djurgården. Efter detta återvände han till Tjörn och tillbringade somrarna 1893–1895 i byn Appelvik söder om Varberg tillsammans med Nils Kreuger och Richard Bergh vilka kommit att kallas för den så kallade Varbergsskolan. Från denna tid märks verk som Varbergs fäste, Skymningsmotiv från Varberg, Natt, Granngårdarna i Appelvik, Solglitter på havet och Borreberg på Tjörn.
Karl Nordström var en av grundarna och en av de ledande i Konstnärsförbundet och dess ordförande 1896–1920. Han var även lärare på Konstnärsförbundets målarskola i början av 1900-talet där han bland annat hade konstnären Tor Bjurström som elev. Karl Nordström var även nära vän till August Strindberg.
Efter 1910 började Nordström influeras av de expressionistiska strömningarna inom måleriet. Färganslaget blev lättare och mer växlande.
År 1920 företog makarna Nordström en resa till Frankrike där de kom att stanna i två år. En längre tid tillbringade de i Villefranche-sur-mer vid Rivieran. Därtill uppehöll man sig i Ardèche, bland annat i Le Cheylard, Paris och Provins.
I hans franska studier från de senare åren blandas känslig valörrikedom och uttrycksfullt allvar. Lika personliga som hans målningar var hans teckningar, oftast kolteckningar, ibland med antydan till färg. Med starka förenklingar av motiven lyckades han åstadkomma en stor uttrycksrikedom.
Nordström är begravd på Norra begravningsplatsen.
Hans verk finns i dag att beskåda på bland annat Nationalmuseum, Prins Eugens Waldemarsudde, Thielska galleriet, Norrköpings konstmuseum, Göteborgs konstmuseum och Billströmska folkhögskolan.
Karl Nordströms väg i Södra Ängby, Stockholm och Karl Nordströms väg i Varberg är uppkallade efter Karl Nordström.

## Bilder

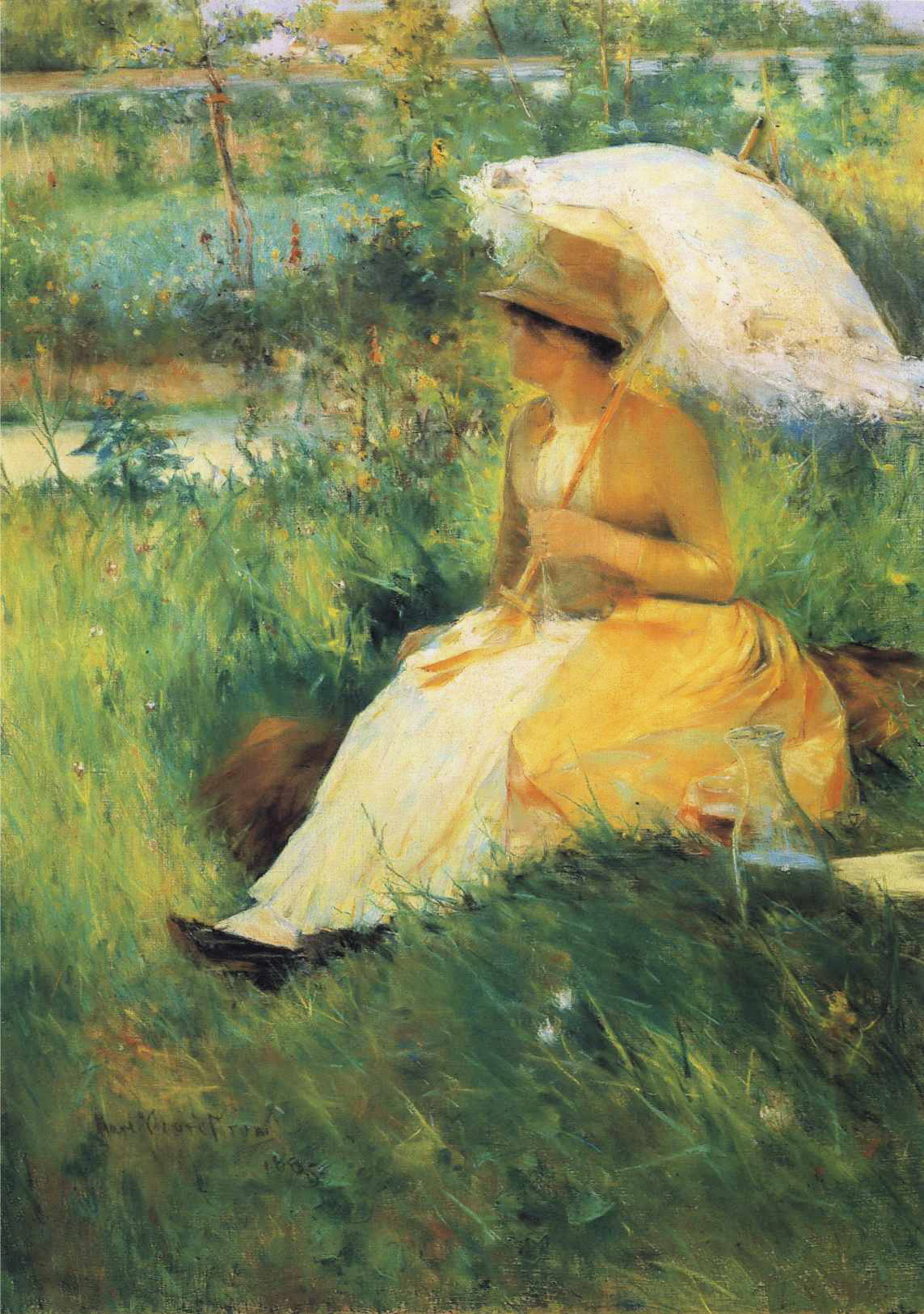
Min fru (1885)
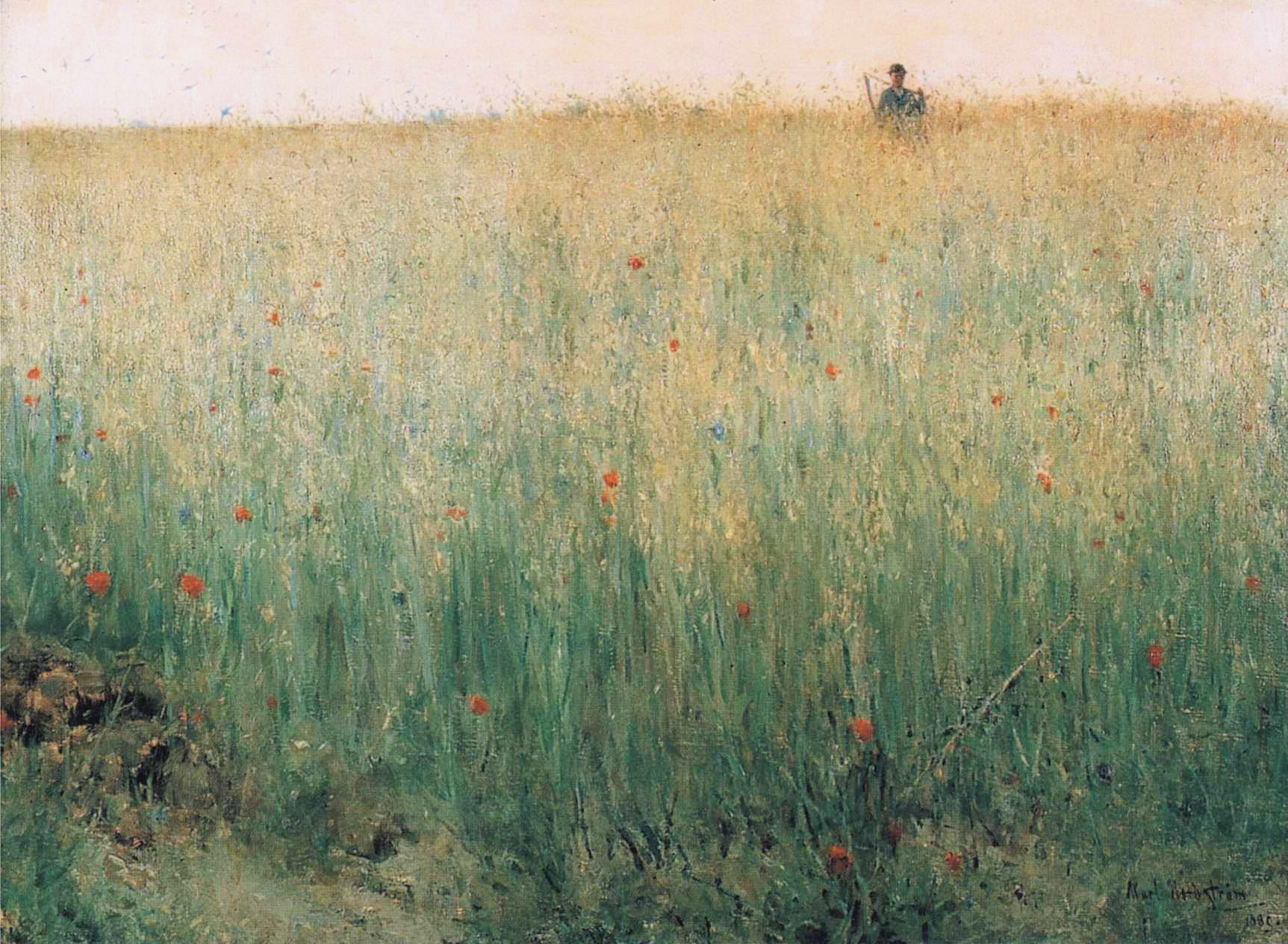
Havrefält, Grèz (1885)
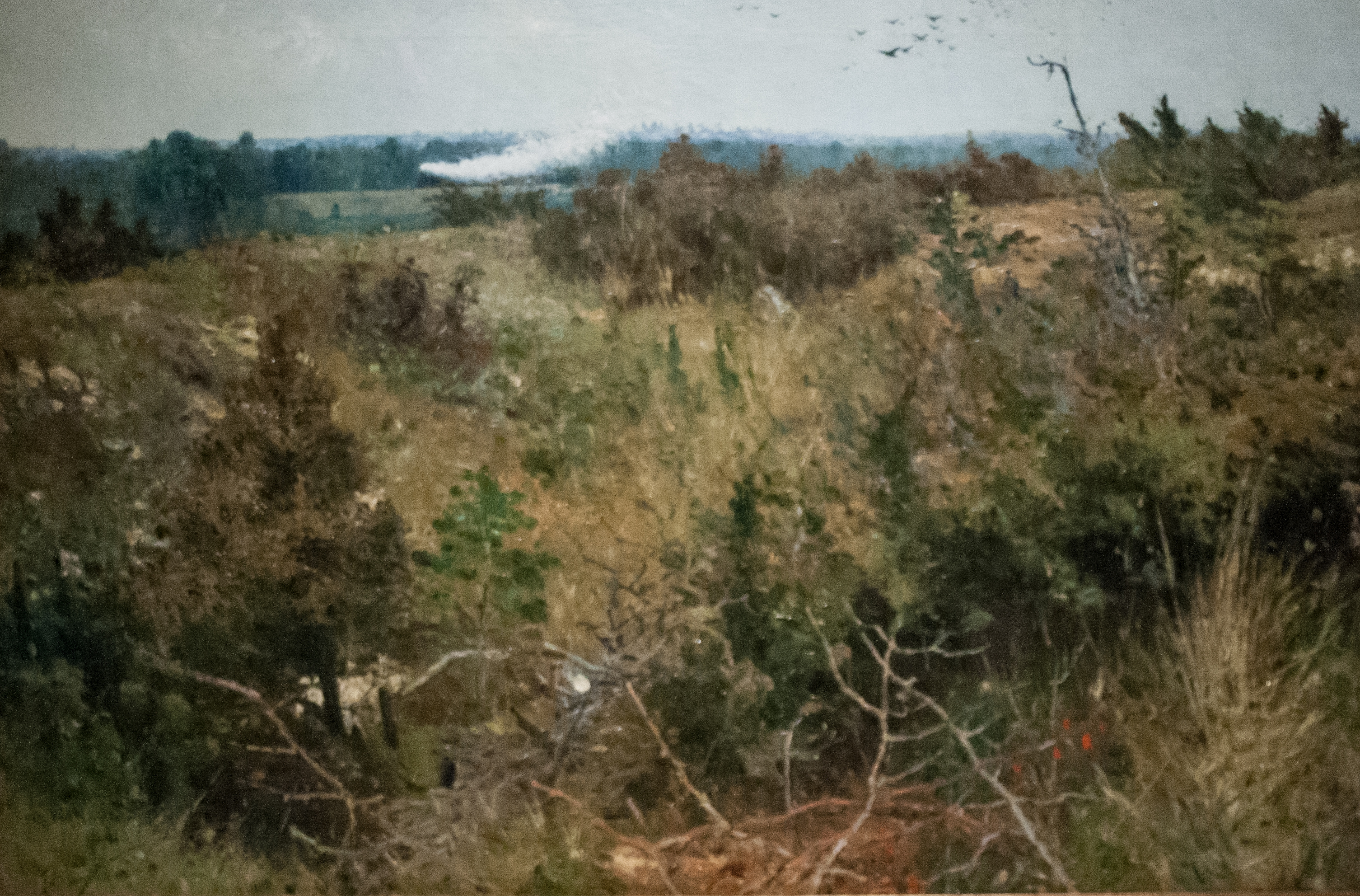
Grèz-sur-Loing (1885 till 1886)
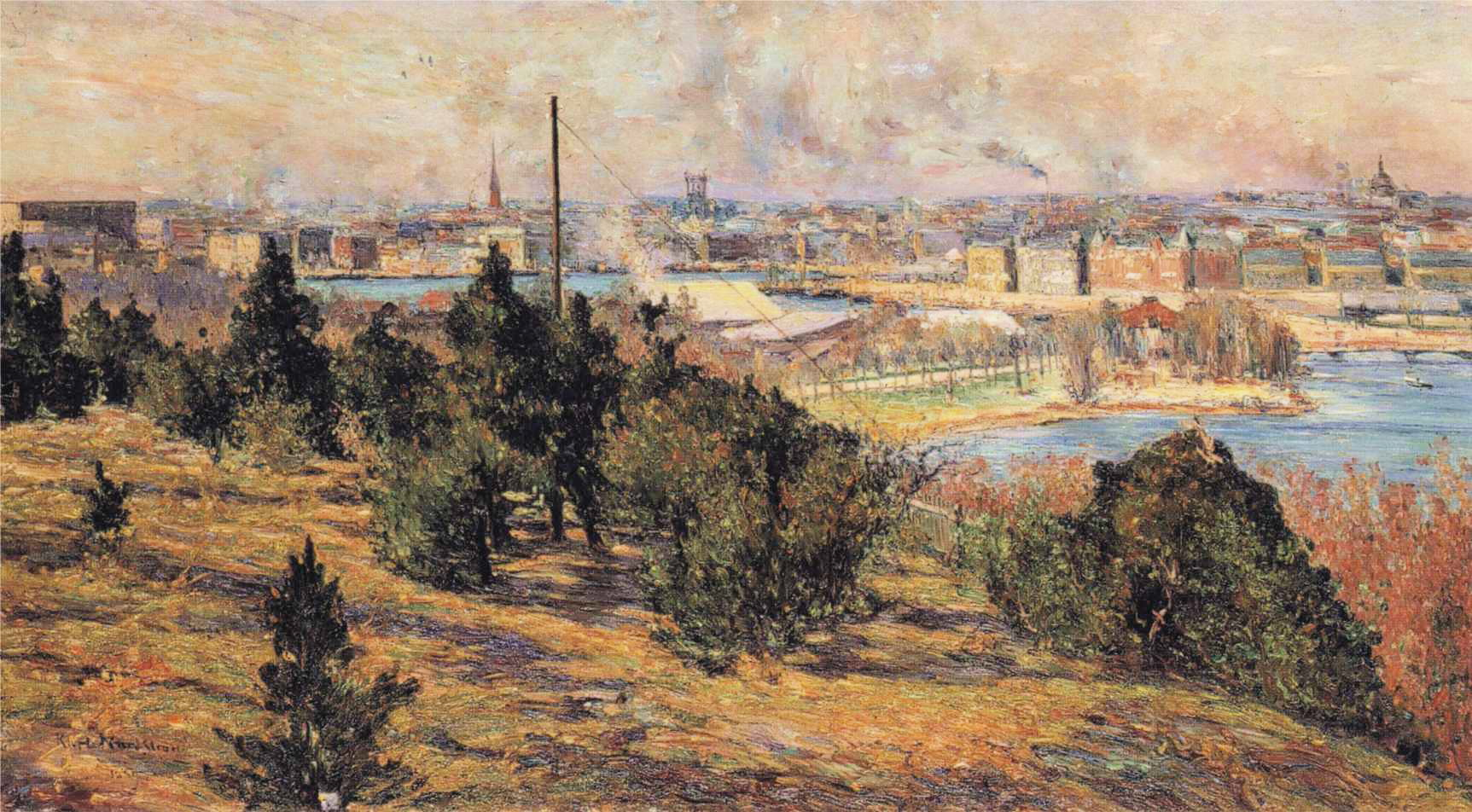
Utsikt över Stockholm från Skansen (1889)
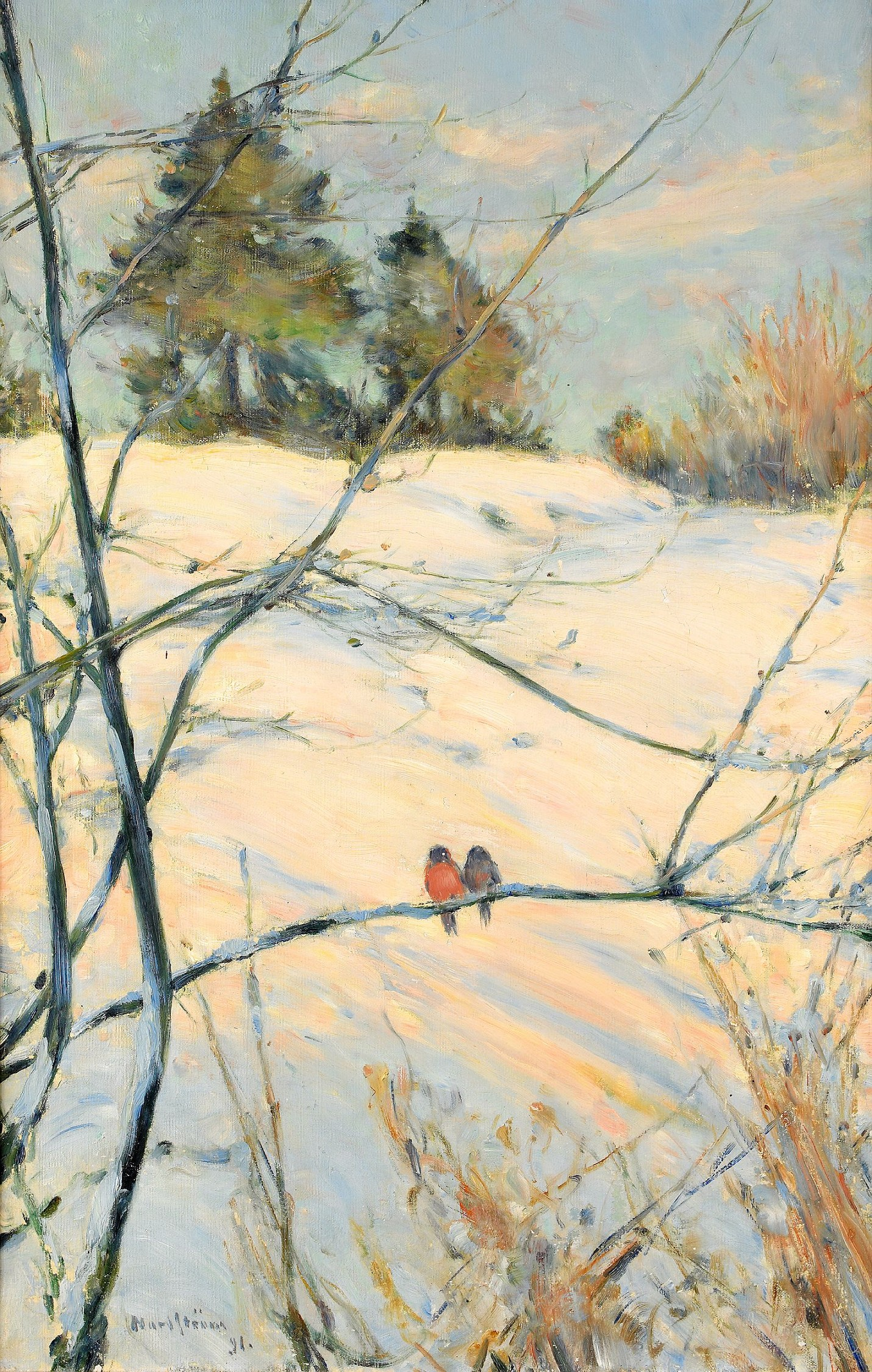
Vinterbild från Skansen (1891)
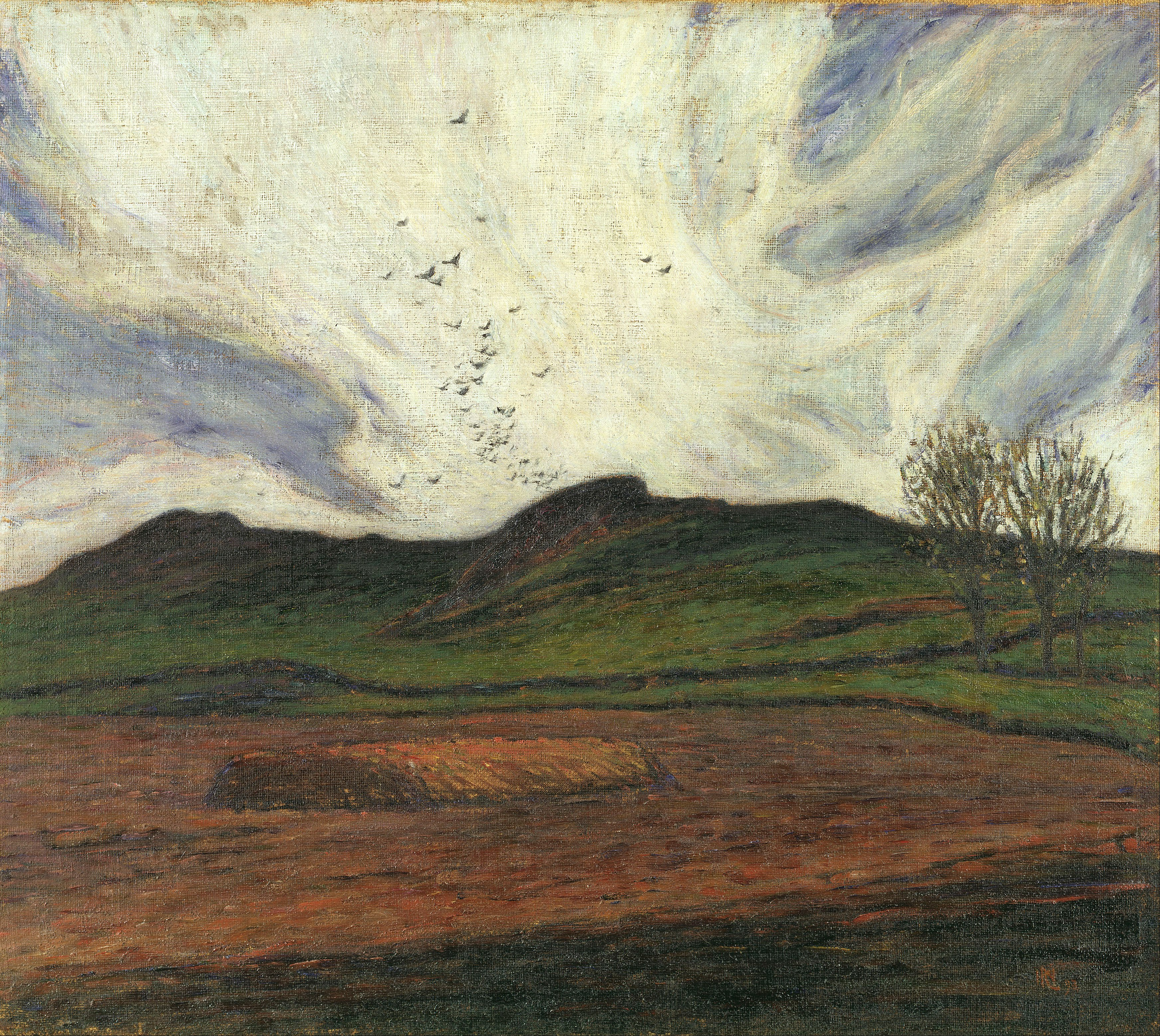
Ovädersmoln (1893)
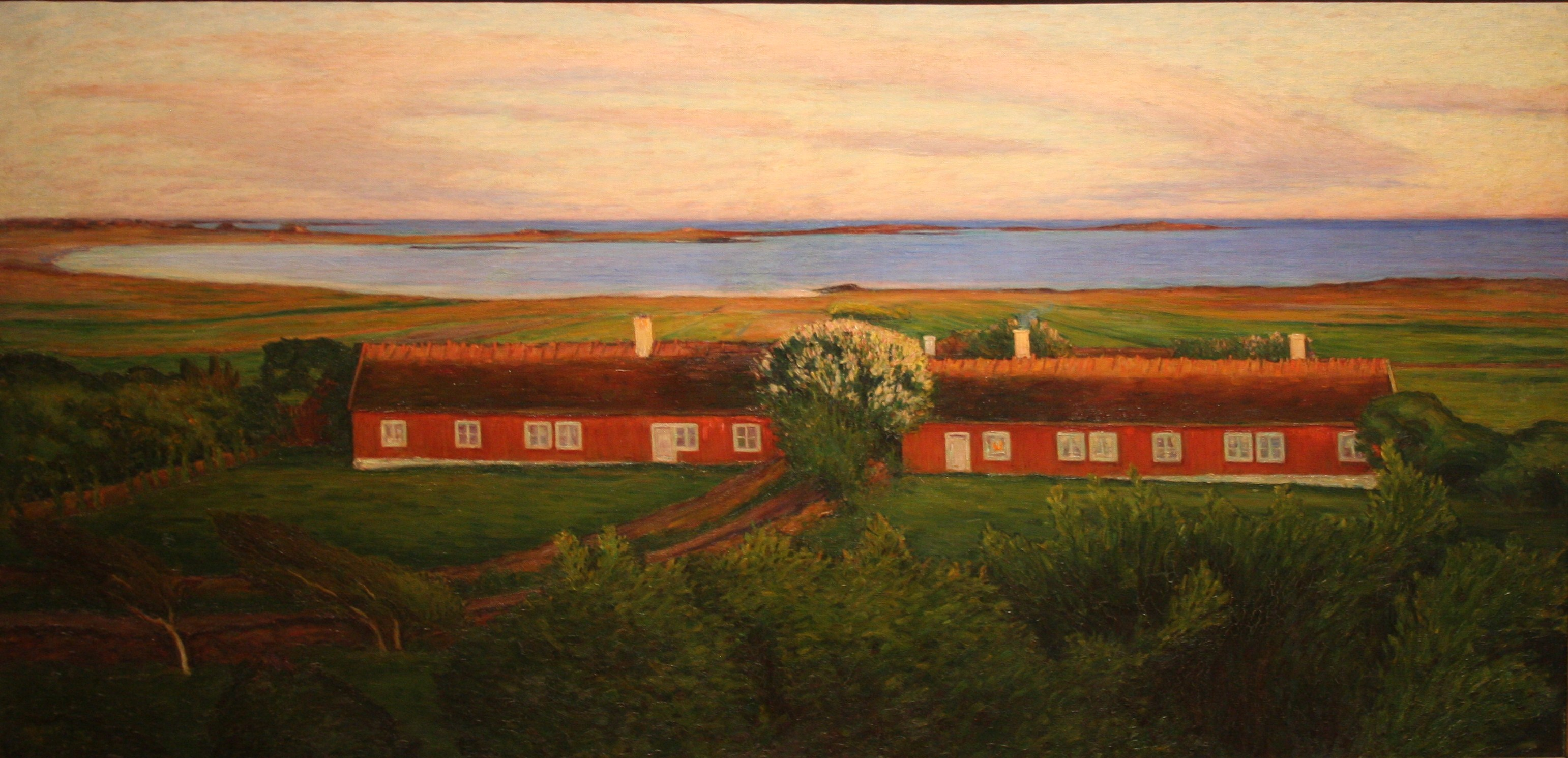
Granngårdarna (1894) Nationalmuseum, Stockholm
Landskap med åkrar (1897)
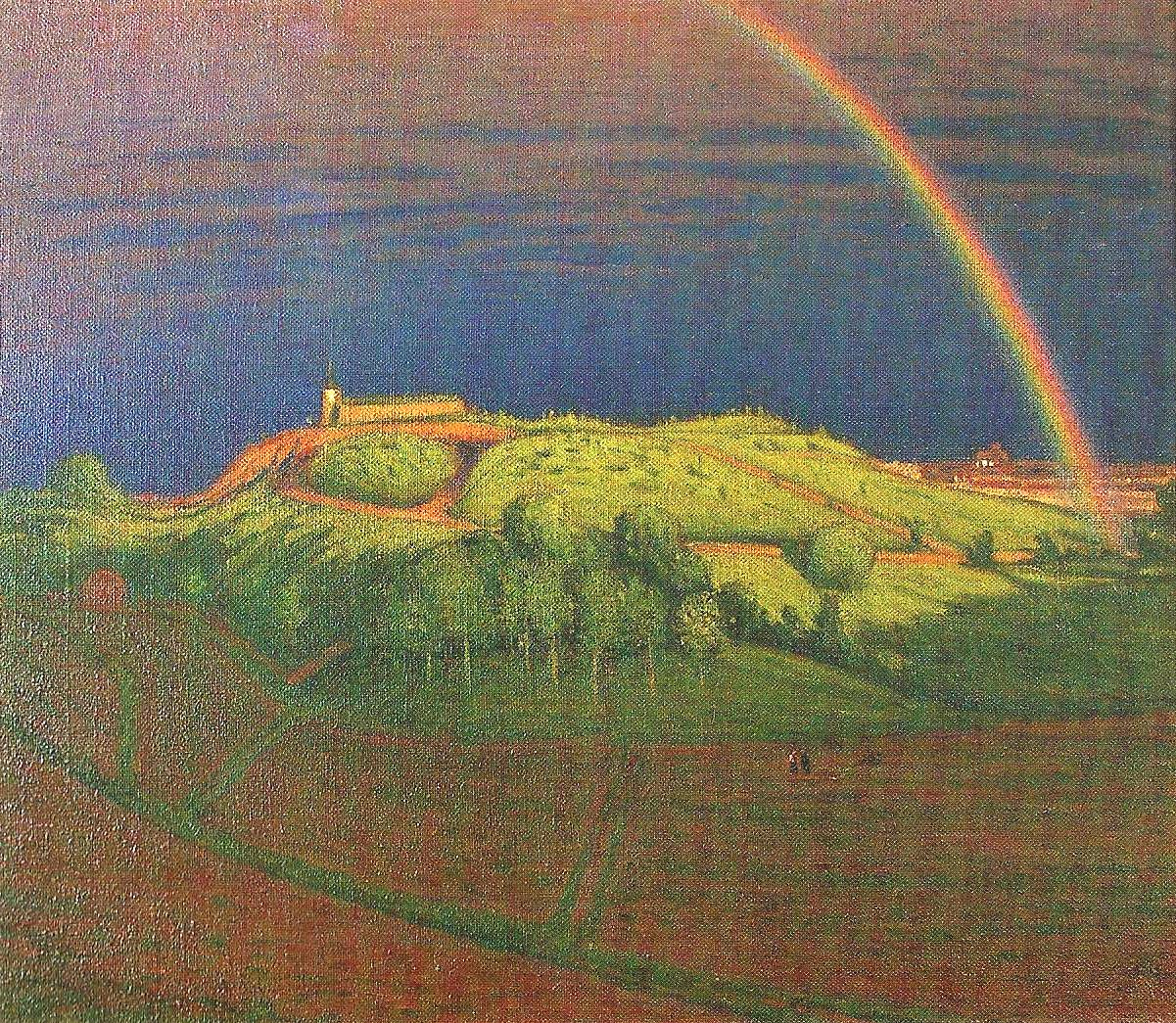
Regnbågen (1899)
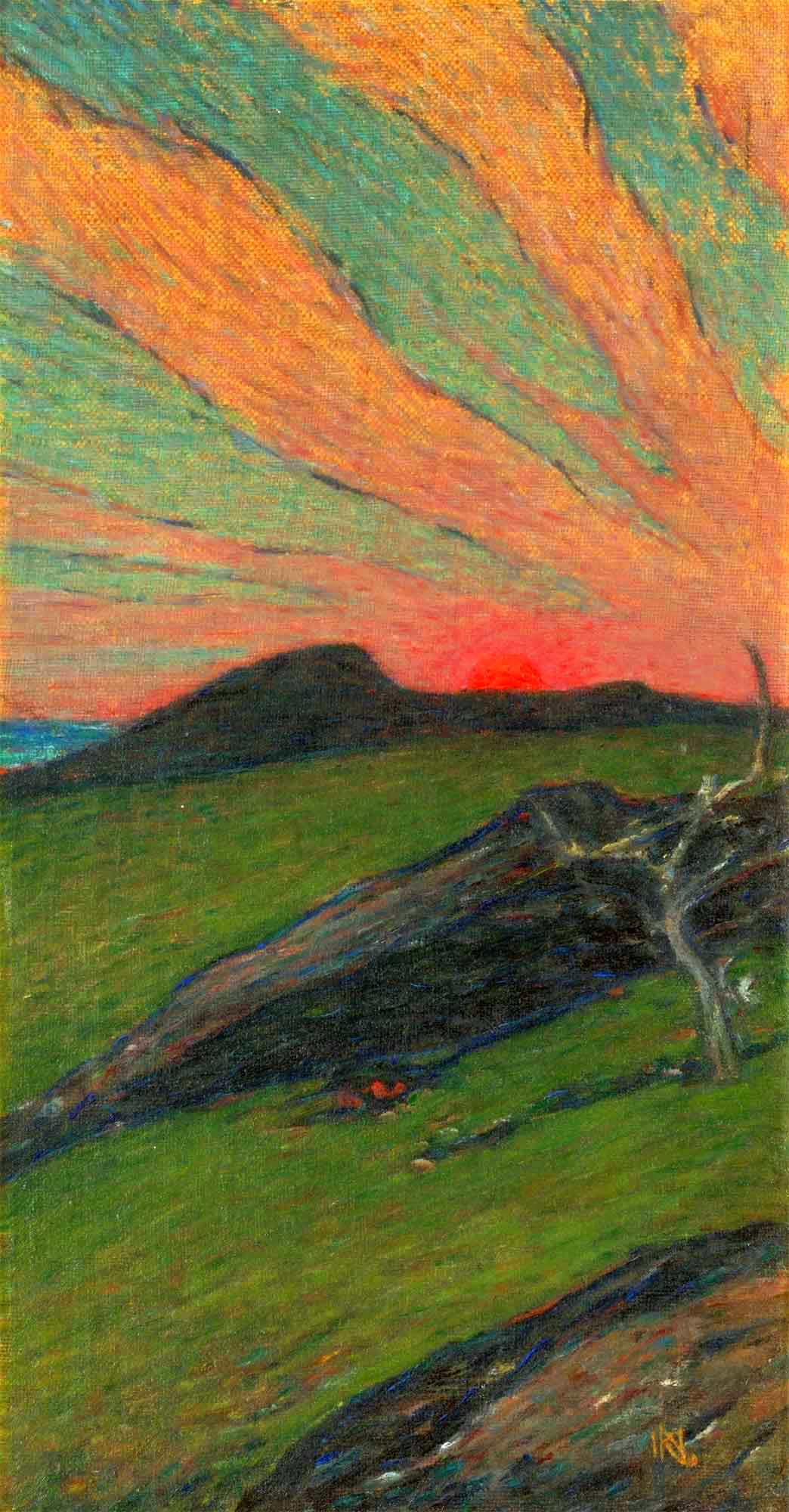
Solnedgång över Västerhavet (1899)
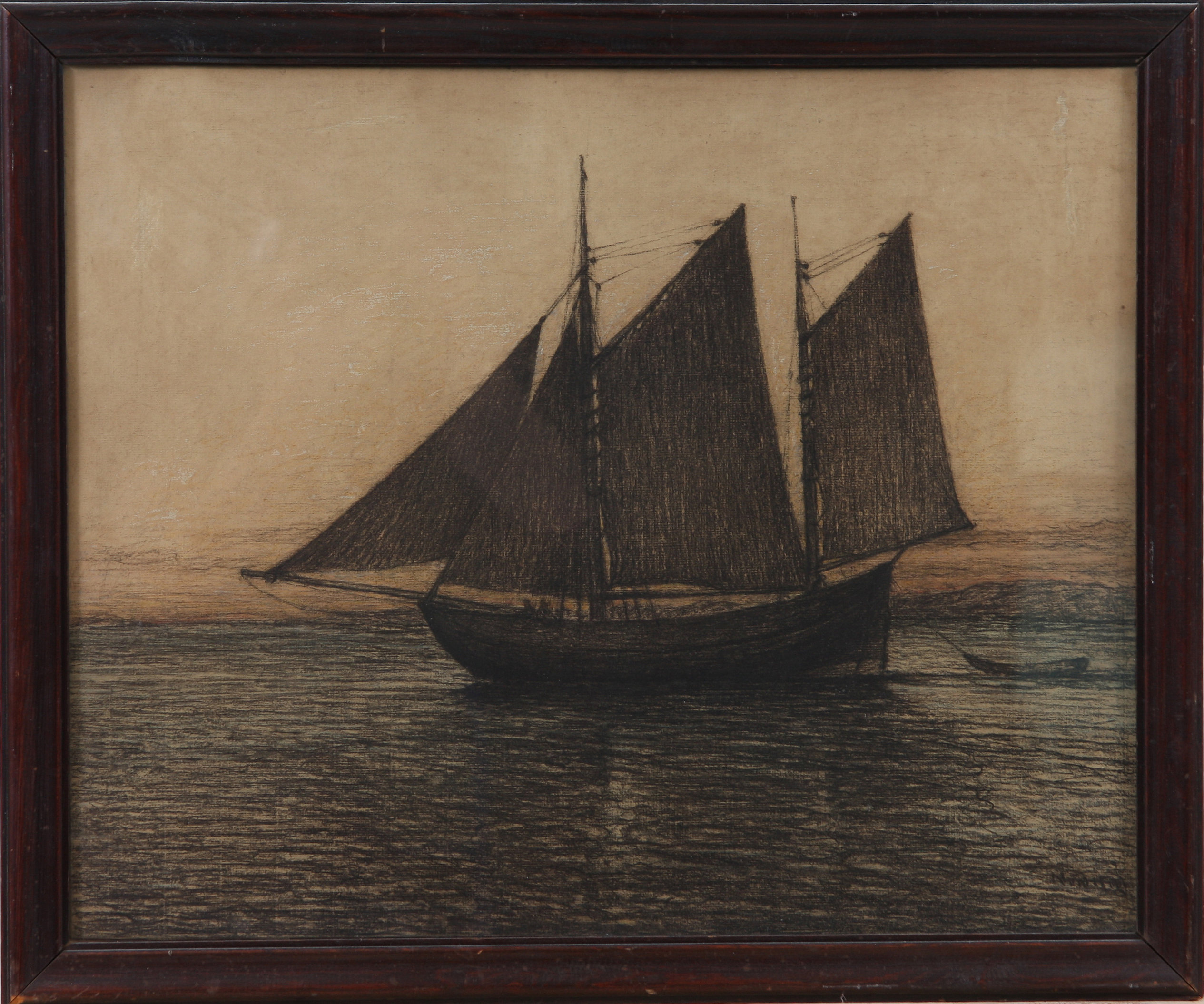
Röda segel (u. å.)
Vinterdag vid Uggleviken (1900–1901)
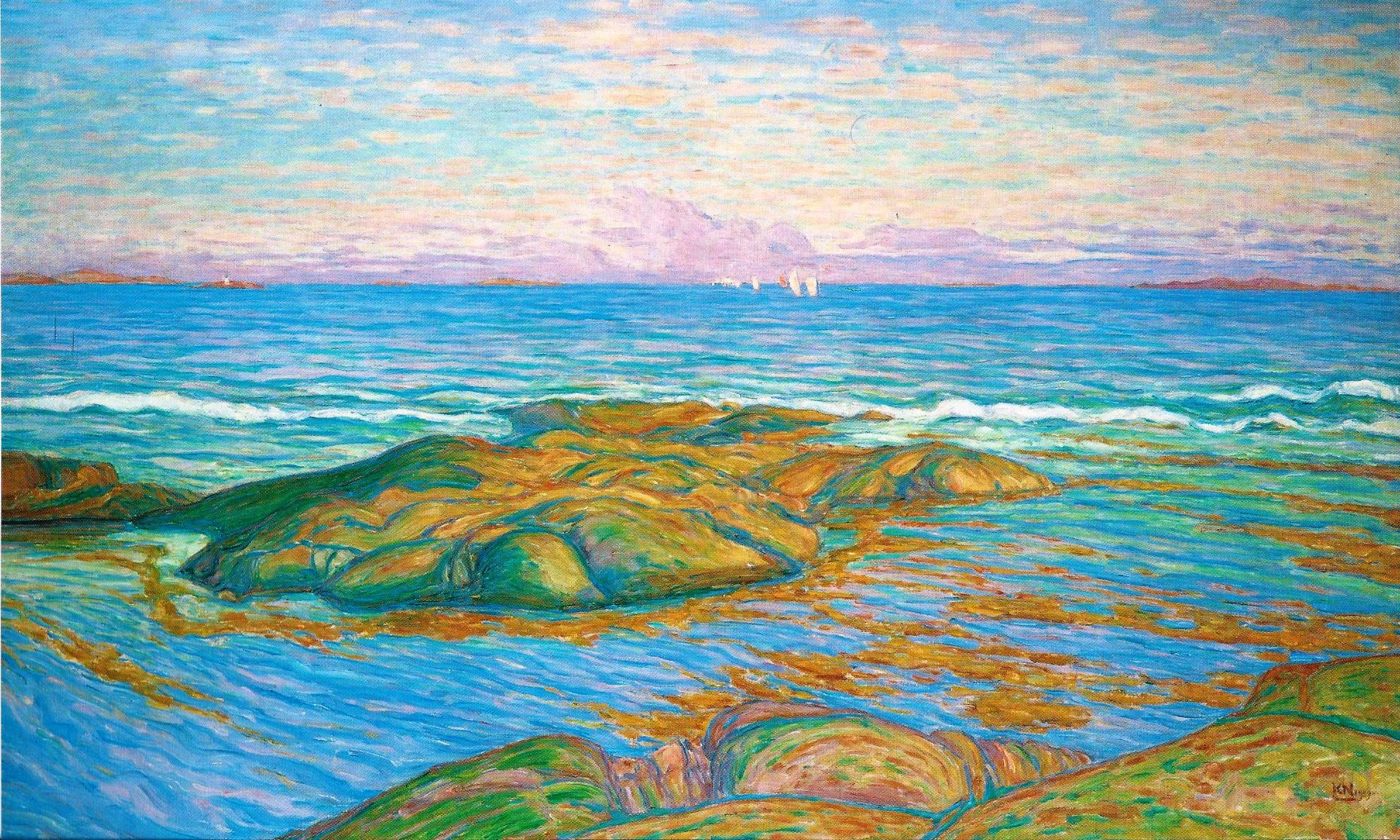
Skäret (1909)
Solglöd (1909)